# Vărvăreuca, Florești
Vărvăreuca este satul de reședință al comunei cu același nume  din raionul Florești Republica Moldova. Localitatea este situată pe malul drept al râului Răut.

## Istorie

### Așezarea Vărvăreuca XV

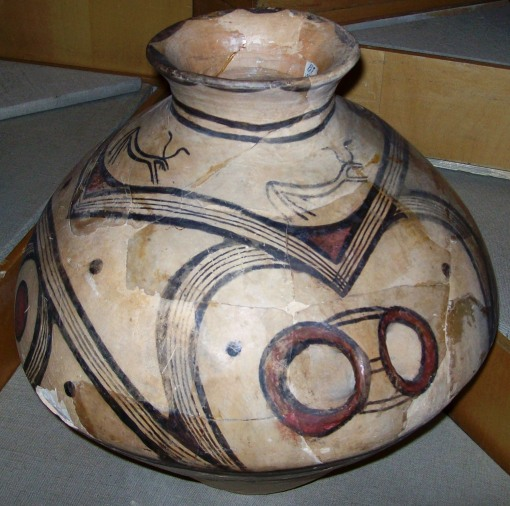
Vas bitronconic cu reprezentări zoomorfe, Vărvăreuca

Situl datează din perioada eneolitică, al 2-lea sfert al mileniului III î.Hr.; cultura Cucuteni-Tripolie, faza târzie. Așezarea se află pe malul Răutului, la 1,5 km spre est de locul numit “Cucuieți”. Ocupă o suprafață de 350×250 m. A fost cercetată o locuință cu dimensiunile de 25 m x 7 m. În ea au fost găsite unelte de import: cuțite din lemn cu retușuri oblice, răzuitoare, 50 de greutăți pentru războiul de țesut, peste 100 de vase din ceramică, printre care oale bitronconice și sferoconice cu urechiușe, cratere, străchini conice.
Vasele sunt decorate cu un ornament aplicat cu vopsea cafenie-închisă, uneori roșie. Pe partea superioară a vaselor este aplicat un brâu din cercuri cu tangente, sub bazele vaselor sunt pictate linii orizontale. Pe câmpurile libere sunt desenate siluetele unor arbori, scărițe, plante stilizate, linii ondulate sau piezișe, ovaluri, figuri de animale, în special câini. Străchinile sunt desenate în interior și exterior cu festoane, cruci, cerculețe, șerpi, triunghiuri, semne solare. Tehnica de construcție folosită: piatră, resturi de lemn, ceramică. Situl este inclus în patrimoniul național și artistic al Rep. Moldova. Așezarea s-a menținut până în anul 376, când a fost devastată și incendiată în urma invaziei hunilor.
„Pe aceste locuri au staționat, în foarte multe rânduri, cete de nomazi, sosiți din stepă, mărturie materială a acestui fapt servind cele 18 movile funerare.”

### Întemeierea

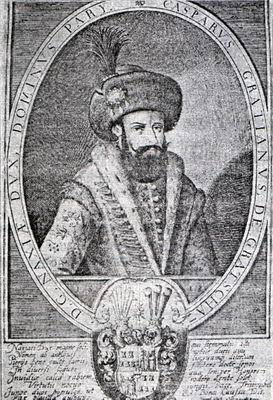
Gaspar Graziani

În 1610, răzeșii din valea Răutului, rând pe rând își vând moșiile lor, cu heleșteie și mori în Răut, lui Costea Bucioc, marele vornic al Țării de Jos. Costea Bucioc a fost unul dintre susținătorii domnitorilor din dinastia Movilă, deținând astfel mai multe dregătorii consecutiv: pârcălab de Orhei, clucer, mare paharnic, mare vornic al Țării de Jos. Reușește să se mențină pe ultima funcție și pe timpul domnitorilor Ștefan Tomșa și Radu Mihnea. La 4 februarie 1619 domn al Țării Moldovei este ales croatul Gaspar Graziani originar din Bihać (Bosnia). Costea Bucioc este unul dintre cei mai influenți boieri. Iată ce ne scrie Miron Costin despre acesta: „era mai capu atunce Bucioc, vornicul mare de Țara de Jios”. Prima măsură a noului domn a fost înăbușirea în sânge a unei revolte a țăranilor orheieni. Fiind pus la tron cu scopul de a stăvili acțiunile regatului Poloniei de a își întinde hotarele dincolo de Nistru, domnitorul a devenit de fapt un exponent al luptei antiotomane. Continuator al politicii lui Mihai Viteazul se gândi să încheie alianțe cu creștinii și să lupte împotriva otomanilor, iar mai apoi să unifice Țările Române. Pentru început, încheie alianță cu Polonia, semnând tratat cu hatmanul Żółkiewski la Hotin, prin care au hotărât să scuture țara de sub jugul turcesc. Aflându-se de cele întâmplate la Iași, sultanul acționează energic. Turcii, în frunte cu Skender-ber, seraskerul de Caramania (generalissim al teritoriilor de la Dunăre) și cu ajutoarele tătarilor conduși de Galga-sultan, Cantemir-bey și Aladin au intrat în țară. Soarta s-a decis la Țuțora, lângă Iași, unde armata moldo-polonă a fost înfrântă. Domnitorul a fugit în toiul nopții de pe câmpul de bătaie, vrând să treacă în Transilvania, dar a fost decapitat de hatmanul Șeptilici și de Goia. Ultima luptă a polonilor cu armatele adversare s-a dat în retragere, la Movilău. Costea Bucioc a comandat oastea Moldovei în timpul războiului, dar este prins de tătari și tras în țeapă de către comandantul oștirii turcești Schinder pașa în septembrie 1620. După prima versiune, comuna Vărvăreuca a fost atestată pentru prima dată la 12 aprilie 1620 cu denumirea de Cucuieți, posesia marelui vornic Bucioc ne spune Vladimir Nicu.
Însă, după o altă versiune, comuna este întemeiată în 1819. Fiind situată pe malul drept al Răutului, Vărvăreuca s-a pomenit în ținutul Iași cu centrul la Bălți. Atestat în 1859 și având deja 85 de gospodării și 460 de locuitori (Spiski, 49) acesta nu este satul Cucuieți după cum se crede, deoarece Cucuieții sunt menționați ca moșie aparte, existând paralel cu Vărvăreuca și în 1859 și în 1867, ne spune dl. Vasile Trofăilă în cartea sa Județul Soroca. Monografie ilustrată, 1999.
Indiferent care este versiunea adevărată, un lucru este de necontestat; și anume faptul că această localitate își are drept întemeietori răzeșii care și-au edificat de-a lungul generațiilor o istorie glorioasă.

### Sub dominația Imperiului țarist

Stema
Basarabiei

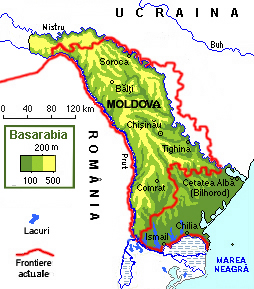
Basarabia (colorată conform reliefului) în comparație cu frontierele actuale

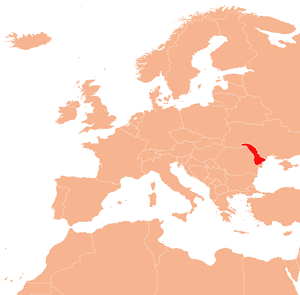
Localizarea Basarabiei

Secolul XVIII este marcat de o permanentă expansiune rusească spre sudul, vestul și nordul Europei. Punctele strategice erau țărmurile Balticii, teritoriul din nordul Mării Negre, Constantinopolul, strâmtorile Bosfor și Dardanele, Dunărea, Peninsula Balcanică, Polonia și cel puțin restul lumii slave, Principatele Române, alte popoare și state situate în calea expansiunii lor. După terminarea războiului ruso-turc din anii 1789-1792, prin Tratatul de pace de la Iași, teritoriul situat între Bug, Nistru și Marea Neagră, care aparțineau statului tătăresc Edisan, este anexat de Rusia care ajunge prin cuceririle sale la hotarele răsăritene ale Moldovei. În 1806 Turcia declară război Rusiei. În timp de șase ani Moldova a fost teatrul de război care supunea populația la contribuții peste măsură de mari. Turcia înfrântă, încheie Pacea de la București la 16 mai 1812 prin care aceasta cedează Rusiei, neavând niciun drept, teritoriul Moldovei dintre Prut și Nistru. Articolul IV al Tratatului de pace prevedea: Prutul, din locul în care intră în Moldova până la gurile sale și de acolo malul stâng al Dunării, până la Chilia și la vărsarea ei în Marea Neagră, formează frontiera celor două imperii. Articolul V prescria: Partea din Moldova așezată pe malul drept al Prutului este abandonată și dată Sublimei Porți. Înalta Poartă Otomană cedează curții imperiale rusești pământurile din stânga Prutului. Tratatele care existau între Moldova și Turcia și care garantau integritatea și deplina autonomie a Moldovei au fost violate de turci. Rușii au profitat de situația critică în care se afla la vremea respectivă Imperiul Otoman pentru a anexa o provincie la care nu avea nici-un drept, nici istoric, nici etnografic, împotriva voinței unei populații pașnice, ce nu avea nimic în comun cu poporul rus. La sfârșitul anului 1812 românii basarabeni emigrează în Principatul Moldovei din dreapta Prutului. Autoritățile țariste interzic traversarea Prutului sub amenințarea cu moartea declarând că Moldova de peste Prut este contaminată cu ciumă. În Moldova dintre Prut și Nistru începe instaurarea administrației rusești, iar țarul îi obligă pe autohtoni să-i depună jurământ de credință expediind în ținuturi emisari.
Ocupând Basarabia, Rusia face un joc de-a autonomia locală, fiind în același timp interesată să instaleze în regiune controlul nelimitat al reprezentantului țarului și al ministerelor din Petersburg – al guvernatorului provenit, în majoritatea cazurilor din generali, înconjurat fiind de o sumedenie de funcționari ruși. La 29 aprilie 1818, țarul Rusiei Alexandru I efectuează o vizită la Chișinău; cu acest prilej a fost promulgată legea Așezământul obrazovaniei oblastei Basarabiei prin care puterea executivă revine unui general-guvernator a cărui autoritate era limitată de un organ numit Înaltul Sfat al oblastei, compus dintr-un nacialnic (președinte), patru membri, viceguvernatorul și doi judecători, toți numiți, și șase deputați aleși de nobilime pe un termen de trei ani. Limba oficială se prevedeau a fi rusa sau moldoveneasca(româna). Regiunea Basarabia este împărțită în șase ținuturi/județe:
Cu centrul la Bălți
- Hotin
- Iași

Cu centrul la Chișinău
- Orhei
- Bender
- Akkerman
- Ismail

Comuna Vărvăreuca, fiind situată pe malul drept al râului Răut, aparținea de ținutul Iași cu centrul la Bălți.
În ținuturi s-au menținut ispravnicii – câte unul de fiecare, plus câte patru asesori sau comisari, aleși de nobilime și confirmați de namestnicul țarului în regiunea Basarabia. S-au păstrat și ocoalele, cu câte un ocolaș în frunte, iar în satele funcțiile administrative și polițienești erau executate de vornici. La scurt timp după moartea lui Alexandru I, urmașul său, țarul Nicolai I (1825-1855), introduce un sistem de restricții politice și naționale. În 1828, așezământul a fost abrogat. La propunerea prințului Voronțov, conducerea Basarabiei trece în mâna guvernatorului. În fruntea ținuturilor erau numiți nacialnici de limbă rusă. Articolul 63 al noului Regulament interzicea folosirea limbii române în actele publice. Funcționarii publici erau numiți de guvernator. Astfel începe o acțiune masivă de rusificare prin administrație, biserică și școală. În 1843 limba română este suprimată în toate instituțiile statului. În 1871, Basarabia este transformată într-o simplă gubernie a Imperiului Rus, fiind administrată după legile rusești. În locul ocoalelor sunt introduse volostile de tip rusesc. În Basarabia împărțirea pe voloste a existat între 1828-1919. Volostea întrune câteva comune (sate) învecinate. Administrația ei se constituia din adunarea volostei, președintele volostei, uprava volostei, judecătoria de voloste.
Satul Vărvăreuca era administrat de un primar, denumit staroste, doi ajutori ai săi și de comandantul poliției comunale (stanovoi). Ei erau aleși de consiliul sătesc, compus de toți locuitorii bărbați majori ai comunei. Cancelaria comunei era încredințată unui secretar denumit pisar. Din 1818 până în 1835, la fel ca și în satul Florești, satul Vărvăreuca s-a aflat în ținutul Iași, ocolul Căinari. Organizarea teritoriului Basarabiei în 6 județe genera mari dificultăți în administrarea ei, de aceea șefii regiunii s-au adresat țarului cu rugămintea de a crea județe noi. La 18 decembrie 1835 monarhul a dispus crearea județelor Soroca și Orhei. În cadrul lor au fost formate și volostile, printre care și Florești, în care a intrat și satul Vărăvăreuca. Guvernul rus îi dăruiește moșia Varvarovca generalului Semion Nechitici Starov (răposta în 1856 și înmormântat sub biserica Sf. Mitrofan, la altar, din partea de sud; acolo este înmormântată și soția sa Varvara Ivanovna). Generalul scrie la 26 aprilie 1844 un testament, conform căruia moșiile sale Florești, Mărculești și Varvarovca aveau să treacă după moartea sa în proprietatea soției sale, Varvara Ivanovna Starova. În 1852, aceste moșii, plus Muntenii sau Cucuieții, însumând 6000 de destine, erau la fel în stăpânirea generalului. Moșia Varvarovca este atestată pentru prima dată în listele localităților Imperiului Rus, alcătuite în 1859; având deja 85 de gospodării și 460 de locuitori (Spiski 49). În 1872 moșiereasa Starova moare, iar soții Starov neavând copii, moșia trece, printr-un nepot al lor, șabs-căpitanul Vladimir Dimitrievici Bulgarov, căsătorit cu Ana Vasile Acațatov, la fratele Anei, Victor Vasile Acațatov, nobil basarabean, și fiicele lui Bulgarov – Maria Pleșcov și Nadejda Erizan. (Numele Bulgarov era de fapt Bulgaru, întâlnit și astăzi la Vărvăreuca, fosta moșie a Varvarei Starova. Autoritățile țariste , în scopul rusificării depline a populației, adăugau sufixul –ov la numele băștinașilor. Așa s-a întâmplat și cu numele Pleșca, și cu multe altele).
În fiecare an dintre 1870-1875 a bântuit ciuma dobitoacelor, numărul cailor și al bovinelor descrește astfel că nivelul economic al localității scade. Prin reforma agrară, conform Regulamentului din 14 iulie 1868 pentru Basarabia, basarabenii primesc în folosință pământ moșieresc. În ciuda acestui fapt, țăranii continuă să ducă o viață grea, fiind nevoiți să solicite împrumut de pâine de la zemstava județeană, până a junge la roada nouă. Viața grea, subnutriția, epidemiile și alți factori sociali nefavorabili influențau creșterea mortalității. În anul 1894, se deschide circulația trenurilor pe noul traseu de cale ferată Râbnița- Slobodca (Bălți), cu lungimea de 115 verste. Clădirea gării este dată în exploatare mai târziu, în 1897. În 1896, se construiește un pod mare peste Răut. Podul este necesar, pentru că aici e locul cel mai înviorat, lângă gară, iar la 30 de verste pe Răut în sus și 70 de verste în jos nu există niciun pod, așa că în timpul inundațiilor satele de pe cele două maluri ale Răutului din județele Soroca și Bălți rămân despărțite completamente unele de altele, scria cârmuirea de zemstvă din Soroca pe adresa guvernatorului Basarabiei, la 11 iulie 1886. 
În 1908 se adoptă hotărârea de a construi un pod de metal peste Răut. Iar în 1911 a fost ridicată biserica din piatră Sf. Mihail din Vărvăreuca. Zemstva permite organizarea iarmaroacelor săptămânale.
Când în Moldova din dreapta Prutului se cultiva o frumoasă limbă românească, în Moldova dintre Prut și Nistru se dezrădăcina în modul cel mai barbar limba românilor basarabeni. Cei din Moldova de răsărit erau trimiși în închisori sau deportați pentru delictul de a-și manifesta conștiința națională. Iată ce ne scrie poetul tuturor românilor Mihai Eminescu:
Începând cu anul 1812, moldovenii din stânga Prutului devin, din subiect , un obiect al istoriei, din cauza uneia dintre cele mai perfide și primitive dominații ce a existat vreodată.
Oriunde românii au căzut sub stăpânirea directă sau indirectă a slavilor, dezvoltarea lor firească s-a curmat prin mijloace silnice…Viciile sociale ce românii au contactat de la <<binevoitorii lor>> nici până astăzi nu sunt cu desăvârșire stăpânite. Ei nu sunt poporul plin de îndărătnică mândrie, ce provoacă pe alte popoare la luptă dreaptă și întăritoare.

### Marea Unire

Steagul Sfatului Țării

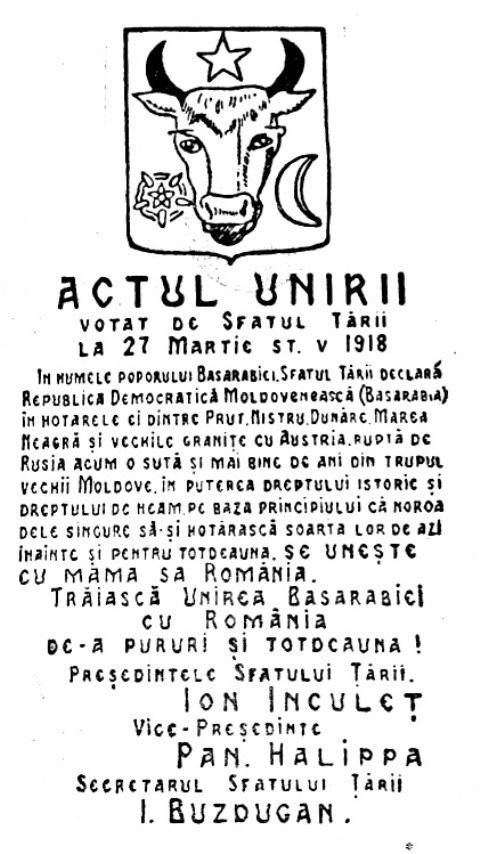
Declarația de Unire a Basarabiei cu România

Războiul cu Japonia (1904-1905), apoi și primul război mondial (1914-1918) și dezastrul ce cuprinsese Rusia, revoluția burghezo-democratică din februarie 1917, prevesteau sfârșitul Imperiului Rus. În Basarabia, ca și în alte regiuni ocupate de Rusia, lua amploare mișcarea de eliberare națională, pentru autonomia ținutului. O contribuție deosebită la definitivarea și materializarea ideii autonomiei Basarabiei și-au adus-o Partidul Național Moldovenesc, fondat în aprilie 1917, și Comitetul Central al soldaților și ofițerilor moldoveni din armata rusă. La 20 octombrie 1917, la Chișinău, a fost convocat Congresul I al militarilor moldoveni, la cre au participat și peste 300 de delegați civili, reprezentanți ai partidelor, organizațiilor, mișcărilor social-politiceexistente la acel moment în Basarabia. 
Organizațiile militare sunt cele care preiau inițiativa. La ședința din 20 octombrie 1917, Congresul militar al moldovenilor, la care participă 500 de delegați reprezentând aproximativ 250 000 de soldați aflați pe toate fronturile și în toate armatele rusești (câte doi soldați și un ofițer pentru fiecare companie). Apogeul Congresului s-a produs în ședința din 24 octombrie, când congresul proclamă, într-un mare entuziasm, autonomia provincială și politică a Basarabiei, și crearea Sfatului Țării, în care vor intra 120 de deputați. La 25 octombrie 1917, guvernul provizoriu al Rusiei cade sub lovitura de stat a bolșevicilor. La 2 decembrie 1917, Sfatul Țării ia hotărârea prin care Basarabia se proclamă Republica Democratică Moldovenească în componența Republicii Federative Democratice Rusești. Dar situația politică din nou se schimbă: la 2 ianuarie 1918, Ucraina se proclamă stat independent, logica lucrurilor ar fi urmat să atragă, de asemenea, independența Republicii Moldovenești. La 24 ianuarie 1917, după numeroase discuții, Sfatul Țării proclamă independența cu unanimitate de voturi, inclusiv cele ale tuturor naționalităților. 
Dar principiul autodeterminării nu a condus numai la separarea de Rusia și la independență. O țară a cărei soartă a fost, timp de secole , legată de cea a poporului român, o țară de același sânge, cu aceeași limbă, cu aceleași tradiții culturale, smulsă prin constrângere din trupul României, nu putea să nu graviteze către masa poporului român. Astfel încât, la 27 martie 1918 Sfatul Țării a declarat Unirea Republicii Democratice Moldovenești (Basarabia) cu România. Hotărârea a fost votată cu 86 voturi, 3 contra și 36 de abțineri, 13 deputați fiind absenți. Actul care consacra Unirea stipula:
În numele poporului Basarabiei, Sfatul Țării declară: Republica Democratică Moldovenească (Basarabia), în hotarele ei dintre Prut, Nistru, Dunăre, Marea Neagră și vechile ei granițe cu Austria, ruptă de Rusia acum o sută și mai bine de ani din trupul vechii Moldove, în puterea dreptului istoric și dreptului de neam, pe baza principiului că noroadele singure să-și hotărască soarta lor de azi înainte și pentru totdeauna se unește cu mama sa România
De aici încolo, timp de 22 de ani, Vărvăreuca avea să trăiască conform legilor statului român. Acest segment de timp (1918-1940) a constituit perioada interbelică, adică dintre cele două războaie mondiale din sec. XX.

### Primele reforme din perioada interbelică

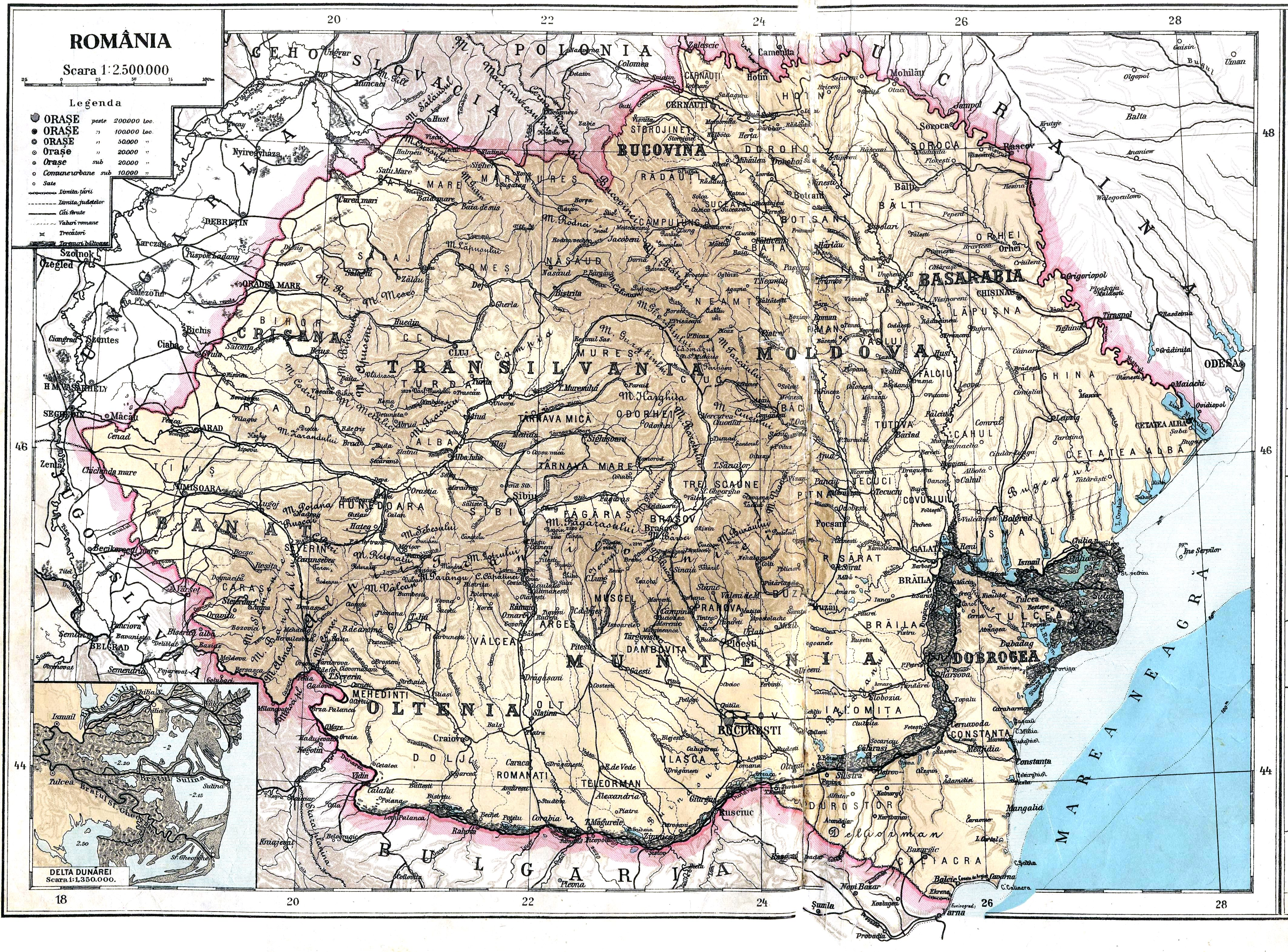
România interbelică

După Unire, școlile din Basarabia trec la predarea în limba română în baza alfabetului latin. La 18 aprilie 1918 este intrudusă, prin decret regal unitatea monetară românească – leul. Rata de schimb era : 1 rublă rusească = 1 leu 60 bani. La 15 octombrie 1918 este introdus drapelul de stat al României – tricolorul. La 1 octombrie 1918, organul executiv al Sfatului Țării a inițiat procesul de formare a prefecturilor și subprefecturilor de județe și numirea în posturi a prefecților și subprefecților. Județul este împărțit în subprefecturi, alcătuite din mai multe voloste (plase). Florești devine centru de subprefectură, iar Vărvăreuca este inclusă în cadrul plasei Florești. Administrarea autonomă pentru Basarabia a fost abrogată prin hotărârea Sfatului Țării care a anulat condițiile din actul Unirii din 27 martie 1918, încheindu-și astfel activitatea sa ca organ suprem legislativ. Treptat se statornicesc instituțiile române. Prefectura, subprefectura, jandarmeria, poliția, poșta, telefonul, telegraful, drumurile de fier, vămile, paza graniței trec treptat în sistemul de dirijare central. 
Legea despre reforma agrară este promulgată la 2 decembrie 1918. Are loc exproprierea deplină a moșiilor statului, mănăstirilor din străinătate, marilor latifundiari. Proprietarilor sunt lăsate 100 de ha, iar mănăstirilor locale - până la 50 ha de pământ. În județul Soroca au fost expropriate 645 de moșii. În proprietatea țăranilor, intelectualilor de la sate, absolvenților școlilor agricole „au trecut 165 042 ha de pământ la un număr de 51 230 locuitori din 236 sate”. În Vărvăreuca 218 locuitori primesc 847 ha din moșia boierească expropriată a lui Vladimir Acațatov.

### Plasa

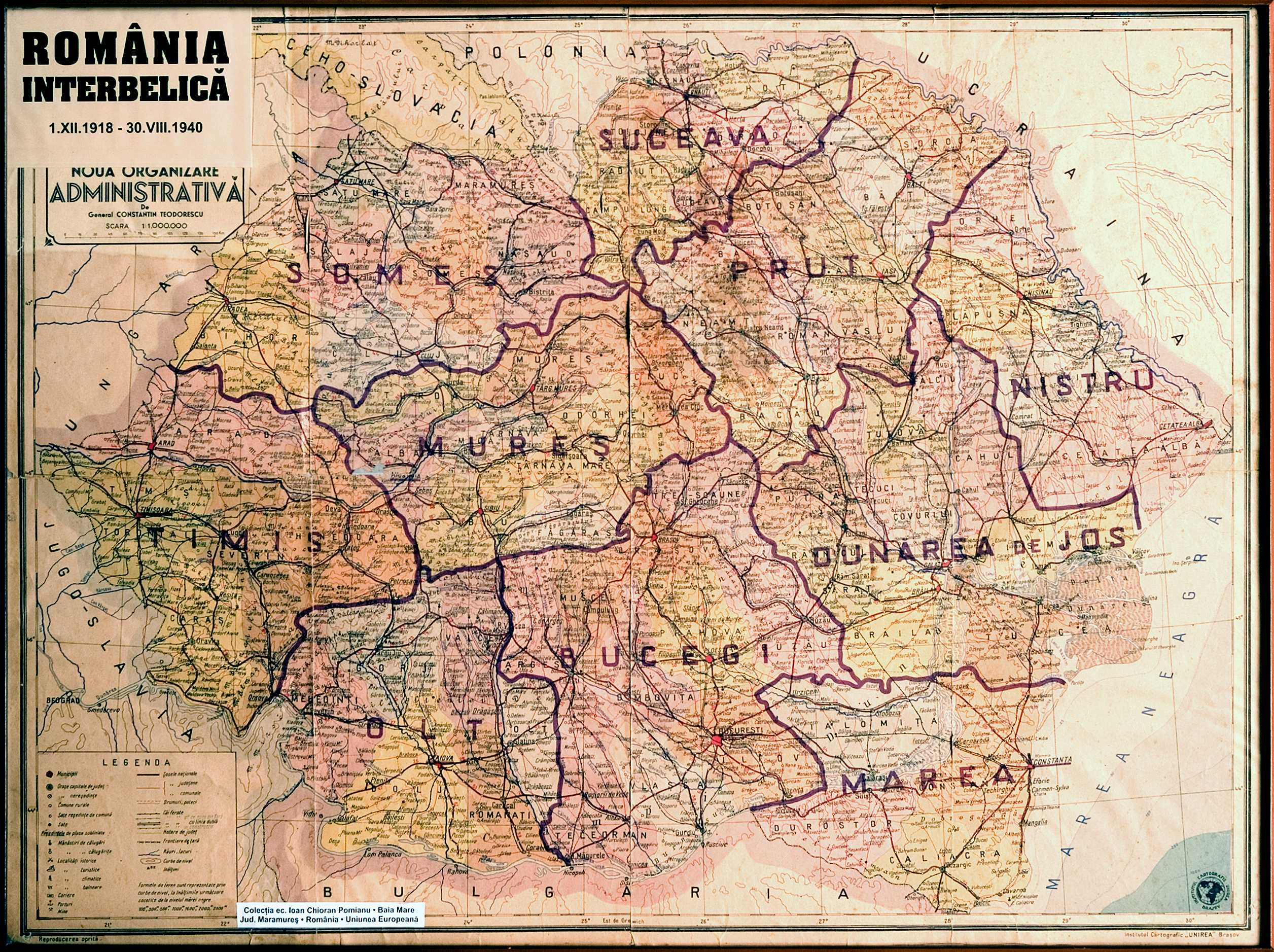
România în anul 1938

La 9 august 1918, prefectul de Soroca Rădulescu-Dobrogeanu propune împărțirea județului în 5 plase: Climăuți, Bădiceni, Nădușita, Florești și Vascăuți.
Plasă e un termen de proveniență slavă și înseamnă „fâșie”, „zonă”. La 7 septembrie 1918 plasa Florești se formează doar în granițele vechii voloste. Plasa avea (la 1930) 62 localități.
În anul 1925 este adoptată Legea cu privire la unificarea administrativă a României care se împărțea, din punct de vedere administrativ, în județe, iar județele în comune. Comunele erau de două tipuri: rurale și urbane. Comuna rurală era alcătuită din unul sau câteva sate, având reședință în unul dintre ele. Județul și comuna aveau statut juridic. Plasa Florești se forma în componența a 6 comune: Florești, Gândești (Ghindești), Mărculești, Prajila, Răduleni și Sevirova. Cuprindea 32 localități. Astfel Vărvăreuca intră în componența comunei urbane Florești. În 1926, subprefecturile au fost înlocuite cu preturi, iar subprefecții – prin pretori.
Anul 1938 este marcat de adoptarea unei noi legi administrative, conform căreia este introdusă unitatea teritorial-administrativă ținutul. Județele Bălți și Soroca, deci și plasa Florești, sunt încadrate în ținutul Prut, în care intrau și 7 județe din partea dreaptă a râului.

### Începuturi de democrație
Până la Unire, autoritățile locale erau instalate prin numire. Conform Legii unificării administrative, urmau să fie alese consiliile comunale și delegațiile lor permanente.
Consiliul comunal, ca organ de conducere colectivă, era alcătuit din trei cincimi consilieri aleși de toți alegătorii comunei cu vot universal, egal, direct și secret, obligatoriu, prin scrutin cu listă, până la două cincimi consilieri de drept, care erau, de regulă, preotul paroh, directorul școlii sau un învățător. Se alegeau și supleanți, chemați să completeze locurile vacante care se formau pe parcurs în consilii. Consiliul comunal se întrunea în mod obligatoriu, cel puțin, o dată în trimestru și soluționa problemele vitale de interes local.
Delegația permanentă comunală se alegea prin scrutin cu majoritatea absolută de voturi, se prezenta, în fond, ca un organ consultativ al primarului și împreună cu el supraveghea serviciile comunale.
Figura principală în administrația comunală rămânea primarul, care era ales de consiliul comunei. El convoca și prezida ședințele consiliului, supraveghea respectarea regulamentelor, numea și elibera din serviciu funcționarii comunali, executa deciziile consiliului comunal, elibera certificate, emitea ordonanțe, participa activ la formarea serviciilor comunale.
Notarul era agentul autorităților centrale în comună, avea grijă ca actele stării civile să fie întocmite conform legilor și le contrasemna.
În cazul dizolvării consiliilor comunale se numeau de către prefectul județului comisii interimare, care dirijau viața comunelor până la alegerea noilor consilieri.

### Recensământul din 1930

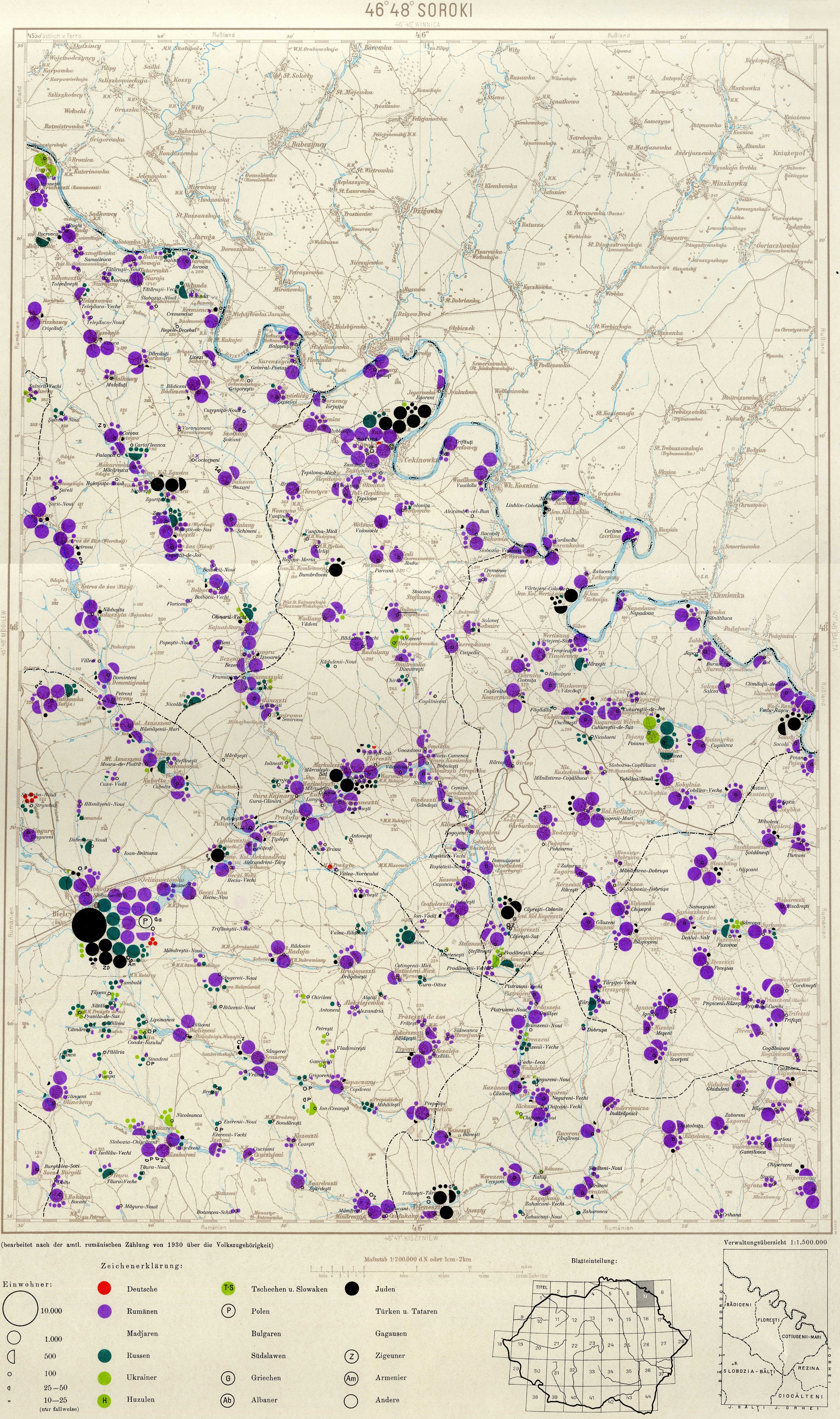
Harta recensământului din 1930. Localitatea Vărvăreni este amplasată la est de Florești

În anul 1930, denumirea localității este schimbată din Varvarovca în Vărvăreni. La 29 decembrie 1930 este efectuat un recensământ general al populației României care ne prezintă date exacte. Atunci în Vărvăreni s-au înregistrat 330 de gospodării și 1407 de locuitori. Sub aspect etnic, localitatea era alcătuită din 1355 (96%) români, 21 ruteni (ucraineni), 16 ruși, 11 evrei și 4 țigani (rromi).
Organizarea comunală a fost perfecționată prin deciziile de arondare a comunei din 1932, fiind desființate comunele cu locuitori prea puțini și venituri prea mici. La Florești a aderat s. Vărvăreni, iar în decembrie 1932 au avut loc alegeri locale pe liste de partid. Consiliul comunal a fost ales în componența a 17 consilieri: Ion Mărcăuțanu, Serghei Moldovanu, Vladimir Ciobanu, Pentelei Verejanu, Grigore Dolgoșei, Ghrigore Proșca, Iosif Frehtman, Simion Vizitiu, Ștefan Leșanu, Teofil Podgurschi, Năstase Margină, Ion Vranceanu, Dionisie T. Moldovanu (zis Mihail Moldovanu), Vasile T. Leșanu, Ștefan D. Ivanes și David Magarici. Primar a devenit național-țărănistul Mihail Geangu, ajutor de primar – Năstase Margină, membri ai delegației permanente – Pentelei Verejanu și Iosif Frehtman

### În umbra politicii statelor totalitare
La 23 august 1939, Germania nazistă și Uniunea Sovietică semnează un pact de neagresiune. Cu toate că în tot acest răstimp Rusia bolșevică întreținuse multă vreme relații privilegiate cu Germania anilor 1920, această alianță i-a surprins pe majoritatea observatorilor, căci opoziția ideologică dintre nazism și comunismul sovietic părea ireductibilă. „Prietenia” dintre cei doi mari dictatori totalitari, Hitler și Stalin, urma să aibă consecințe nefaste, vizibile și astăzi în sânul Europei reunite. 
Așa și s-a întâmplat. În urma acestei cedări teritoriale România a pierdut, după cum reiese din Anuarul statistic din 1940, p. 30-32 un teritoriu cu o suprafață de 50.500 km² (cca 44.500 km² în Basarabia și 500.000 în Bucovina de Nord) și o populație de 3.700.000 locuitori (3.200.000 în Basarabia și 500.000 în Bucovina de Nord). Inclusiv și ținutul Herța ocupat abuziv de trupele sovietice. Apoi, într-un timp foarte scurt, fără a organiza alegeri, au fost instalate autoritățile sovietice în toate localitățile basarabene. Pe întreg teritoriul Basarabiei au fost create soviete, iar la 2 august 1940, deci numai după o lună de la ocuparea Basarabiei, a fost creată Republica Sovietică Socialistă Moldovenească care cuprindea șase județe ale Basarabiei și o parte din teritoriul RASSM (regiunea transnistriană de astăzi). Dar, odată cu puterea sovietică, pe malul drept al Nistrului a trecut și regimul de teroare stalinist culminând cu represiuni ale NKVD-ului împotriva populației băștinașe.

### Luptele de pe valea Răutului
„Pe direcția Bălți-Soroca, aliații au concentrat diviziile 50, 170, și 198 germane, diviziile 8, 13 și 14 infanterie române. „La flancul drept, pe înălțimile situate la nord și sud de Florești, a fost dispusă Divizia 13 infanterie română. Întrucât în fața flancului drept al Corpului 30 armată inamicul rezista pe pozițiile dinapoia râurilor Camenca și Răut, având posibilitatea de a executa contraatacuri în flancul drept al trupelor germane, comandantul Corpului 30 armată a ordonat Diviziei 14 infanterie română să înainteze spre est, în lungul Răutului, în cooperare, la dreapta, cu Divizia 13 infanterie română și la stânga cu Divizia 50 infanterie germană (din Corpul 54 armată). Pentru îndeplinirea misiunii, generalul Gheorghe Stavrescu a hotărât să cucerească inițial aliniamentul vest Dumitrești, Gura Camencii, după care să dezvolte ofensiva spre Vîrtejeni (pe Nistru), fie spre est. Pentru forțarea râurilor Camenca și Răut, comandantul diviziei a stabilit următoarele misiuni și dispozitive de luptă: a) Regimentul 13 dorobanți (sprijinit de patru divizioane de artilerie aflate la nord de Răut, după ce va fi înlocuit de Divizia 170 infanterie germană, să se regrupeze în raionul înălțimii cu cota 120, pentru a ataca în direcția dealului Mărculești cu misiunea de a cuceri alineamentul Dumitrești, Gura Camencii; b) Regimentul 39 infanterie, întărit cu un divizion de artilerie, urma să atace pe direcția: dealul Pădurețului, Movila Turcului, apoi pe dealul Cucuieți. Regimentul trebuia să țină legătura cu Divizia 50 infanterie germană; c) Regimentul 6 vânători trebuia să asigure baza de pornire la atac a Regimentului 13 dorobanți, apoi să se regrupeze în raionul localității Gura Camencii, constituind rezerva diviziei
Atacul Diviziei 14 infanterie română a început la 13 iulie, ora 10.00, după ce prealabil a fost respins un puternic contraatac executat cu circa un batalion din Divizia 176 infanterie sovietică, sprijinit de 5 tancuri, în sectorul Regimentului 13 dorobanți. Prin lupte grele, regimentele române au reușit să atingă până în seara zilei alineamentul est Alexeeni, înălțimea cu cota 210 (ambele în fața râului Camenca), dealul Cucuieți, Movila Turcului. Pentru ziua de 14 iulie, Divizia 14 infanterie română a primit misiunea ca, în cooperare cu divizia 13 infanterie română, să cucerească înălțimile cu pădurea Ciripcău și viile Văzdului."
„Luptele de apărare de pe valea Răutului, duse de diviziile 8, 13 și 14 infanterie române (din compunerea Corpului 30 armată german) în perioada 13-19 iulie 1941 în zona localităților Florești, Movila Turcului, Dubna, Stoicani, au fost consecința unor puternice reacții ofensive ale inamicului, care vizau flancul și spatele trupelor române și germane care ajunseseră pe Nistru.
Divizia 14 infanterie atacase la 12 iulie spre est, în direcția râului Răut, și ajunsese la 13 iulie seara pe un aliniament orientat nord-sud situat la circa 3 km est Florești, după ce respinsese un puternic contraatac inamic.
Divizia 13 infanterie, după ce la 12 iulie eliberase orașul Soroca, s-a dispus în apărare la sud de oraș, în legătură la dreapta cu Divizia 14 infanterie.
În zilele următoare, aceste două divizii au fost puternic atacate de inamic, cu infanterie și tancuri, dar au rezistat pe poziție deși au suferit pierderi foarte grele. O situație tactică extrem de complicată s-a creat pe frontul acestor două divizii în ziua de 17 iulie 1941, când inamicul a atacat cu înverșunare și a reușit să pătrundă la divizia 14 infanterie, atât în sectorul Regimentului 13 infanterie la nord de Răut, cât și la regimentul de la sud de Răut (39 infanterie), unde a pus stăpânire pe înălțimea Movila Turcului, care constituia un puternic punct de sprijin pentru acest regiment. Concomitent a fost atacată și Divizia 13 infanterie, dar aceasta a rezistat pe poziție, repliindu-și doar flancul drept cu circa 1,5 km, păstrând totuși legătura cu Divizia 14 infanterie.
În sprijinul Diviziei 14 a intervenit Regimentul 8 vânători al Diviziei 8 infanterie aflată în rezerva corpului de armată, precum și avioane germane de bombardament în picaj Stukas.
Pentru o mai bună coordonare a acțiunilor de luptă ale diviziilor 8,13 și 14 infanterie, diviziile 8 și 14 au fost subordonate comandamentului Diviziei 13 infanterie, generalul Gheorghe Rozin (până la sosirea în zonă a comandamentului Corpului 4 armată român).
Ulterior, situația s-a stabilizat pe frontul Diviziei 14 infanterie. La 19 iulie Divizia 13 a fost înlocuită cu Divizia 8 infanterie.
La 20 iulie diviziile 8 și 14 infanterie au atacat spre est, pentru a ajunge pe Nistru în sectorul Râbnița, Vasilcău și a face siguranța pe fluviu sub ordinele Corpului 4 armată.
Rezistența îndârjită a diviziilor 8, 13 și 14 infanterie în luptele de pe valea Răutului a permis forțelor principale ale Corpului 30 armată să pregătească și să execute în siguranță forțarea Nistrului, iar trupelor româno-germane din compunerea Corpului 54 armată să execute manevra de întoarcere a masivului Cornești.”
Trupele sovietice luptau cu mare îndârjire, unele puncte, mai ales cota 210, trecând de câteva ori de la unii la alții. Însuși comandantul Corpului 30 armată germană, generalul Eugen von Schobert, recunoscu:
„Rușii luptă cu multă iscusință și curaj. Ei efectuează deseori contraatacuri cu un sprijin puternic de tancuri. Aceste atacuri perturbează grav și fac chinuitoare înaintarea trupelor.”
Regimentul 39 infanterie română, comandat de colonelul Constantin Simionescu, a luptat cu înverșunare pentru cucerirea localității Florești.
La 18 iulie 1941, localitățile din jurul târgului Florești au rămas definitiv în stăpânirea trupelor aliate, dar cu pierderi foarte mari din efectivul Diviziei 14 infanterie română: 105 ofițeri, 57 subofițeri, 2862 ostași, ceea ce, în total constituia 22% din efectivul ei.

### Noua ordine sovietică

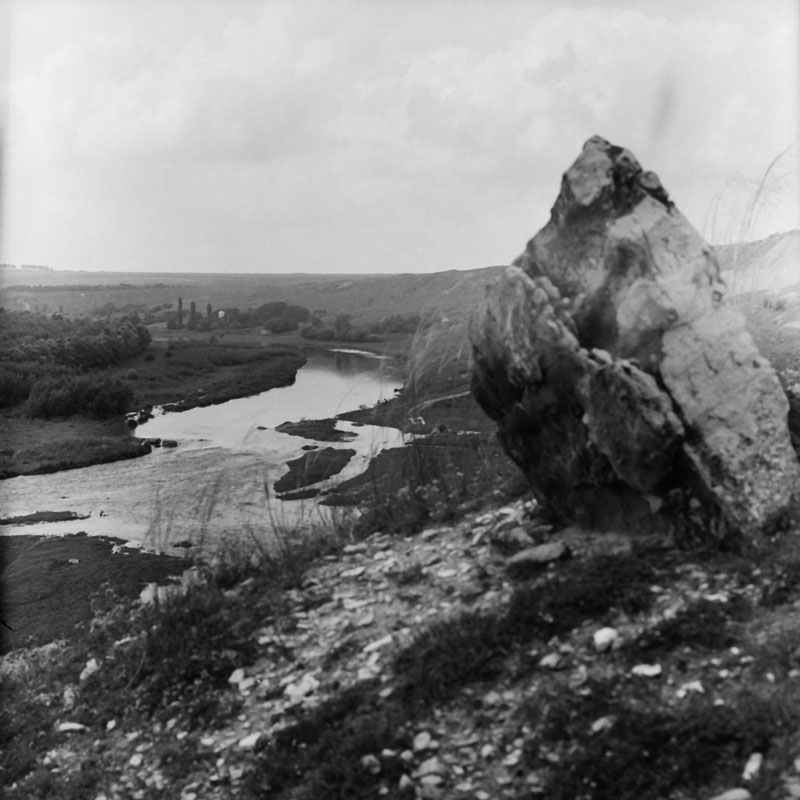
Lângă Vărvăreuca (1980)

În luna mai 1945, asupra Moldovei s-a abătut o secetă cumplită nemaivăzută în precedenții 50 de ani. Situația meteorologică rămânea neschimbată nici în primăvara anului 1946. În luna mai temperatura era de +38 °C în aer și +65 °C la suprafața solului. Acestea în condițiile în care se înregistrau precipitații reduse, ceea ce a dus la pierderea unei mari părți din semănături. Din cauza lipsei de nutrețuri și apă, gospodăriile țărănești au început a reduce numărul de vite. După terminarea lucrărilor agricole se observa tăierea în masă a animalelor, chiar și a cailor, ceea ce submina posibilitatea lucrării pământului în următorii ani. Sovietul sătesc interzicea vânzarea și sacrificarea vitelor, însă hotărârea lui nu a fost lăsată de sătenii care deja sufereau de foame. Dacă analizăm situația postbelică vom ajunge la concluzia că cea mai mare parte din vina pentru foametea din 1946-1947 revine autorităților sovietice de atunci. 
Pe cuprinsul R.S.S.M. exista o rețea de centre republicane, județene și raionale pentru depozitarea, păstrarea și redistribuirea pâinii, și alta pentru concentrarea și îngrijirea animalelor de casă rechiziționate, numite rusește respectiv „Zagotzerno” și „Zagotskot”.
Deja la 17 aprilie 1944, după o lună de la instalarea la Soroca, guvernul RSSM și CC al PC(b)M au adoptat hotărârea comună „Cu privire la achizițiile obligatorii de către stat a cerealelor, porumbului, florii-soarelui și soii din recolta anului 1943 în raioanele eliberate ale RSSM”. Aceste achiziții obligatorii, adică postavka, trebuiau luate din recoltele obținute de țărani...cu un an în urmă! Era clar că, în aprilie 1944, ei nu mai aveau pâine. Cu toate acestea, comitetele executive județene au fost obligate „să asigure planul de achiziție până la 15 mai 1944”. Tot atunci au fost stabilite normele de postavka a produselor animaliere de către fiecare gospodărie țărănească „indiferent de faptul dacă au sau nu au vite și păsări”. În 1945, normele respective au fost majorate considerabil. Erau stabiliți și termenii predării produselor la stat, avertizându-se: „Gospodăriile care nu vor îndeplini obligațiile de predare a cerealelor, semințelor de floarea- soarelui, cartofilor și fânului în termenele stabilite, vor fi trese la răspundere prin judecată, în ordinea stabilită de Hotărârea Sovnarcomului URSS din 24.XI.1942” La 20 decembrie 1946, liderii sovietici din județul Soroca îi raportau secretarului CC al PC(b)M despre îndeplinirea planului de postavka Ziarul „Sovetskaia Moldavia” din 25.12.1946 comunica triumfător, că raionul Florești a depășit planul de predare a pâinii către stat cu 300 puduri (aprox. 5 tone) de cereale.
Conform datelor statistice planul de strângere cu forța de la producători a produselor agricole fusese depășit, spre nenorocirea românilor din Basarabia. Drept rezultat, în luna septembrie 1946, cei la care a fost luată toată pâinea duceau foame. Peste satele Moldovei s-a abătut o boală grea – distrofia, cauzată de tulburări de nutriție. Deja la 10 martie 1947, în raionul Florești, se numărau 2362 bolnavi de distrofie. Cu siguranță că urmările secetei nu ar fi fost grave, dacă puterea sovietică nu i-ar fi deposedat pe oameni de puțina pâine pe care o mai aveau. Indicii de demonstrează că înfometarea populației s-a făcut cu bună știință și după un plan bine pus la punct, iar această crimă a urmărit obiective politico-ideologice. „Așa am constatat că a existat un mecanism special pentru pregătirea și realizarea foametei”. „Cantitățile de grâu luate prin achiziții, adică prin măsuri excepționale, de la producătorii agricoli moldoveni se depozitau la centrele Zagotzerno din republică, iar de acolo se transportau în marile orașe sovietice, unde se transformau în făină și în produse de panificație ce se distribuiau, pe cartele, muncitorimii și intelectualității sovietice, contribuindu-se astfel la ceea ce atunci se numea consolidare a statului dictaturii proletariatului și creștere a prestigiului său în lume.” Paralel cu înfometarea populației sovieticii au recurs la realizarea noilor crime – deportările în masă. Acestea au început imediat după ocupația Basarabiei din vara lui 1940, când au fost arestați, iar unii dintre ei chiar uciși, 1 122 foști funcționari din administrația română, ca și 2 000 de salariați a Căilor Ferate. O mare parte din membrii Sfatului Țării, cei care votaseră în 1918 unirea cu România, au fost arestați și uciși. Pe tot parcursul primei ocupații sovietice au fost reprimați, arestați sau condamnați peste 86 000 locuitori. În noaptea de 12-13 iunie 1941 (simultan cu represiunea din Țările Baltice), au fost arestate și deportate în Siberia și Kazahstan, 18 392 persoane din R.S.S. Moldovenească, iar din celelalte părți ale Basarabiei ca și din Bucovina de Nord (teritorii ocupate de U.R.S.S. și incluse în R.S.S. Ucraina), alte 11 844 persoane (97% din aceștia-români). Ceea ce e interesant este faptul că aceste deportări în masă aveau loc cu două săptămâni înainte de Operațiunea „Barbarossa”, prin care Hitler încălca înțelegerea cu Stalin. La 6 aprilie 1949, Sovietul Miniștrilor al URSS a adoptat hotărârea cu privire la exilarea din R.S.S.M a familiilor de chiaburi, a foștilor moșieri, negustori și complici ai „ocupanților”. Ultimii erau stigmatizați drept „colaboraționiști”. Astfel se prevedea deportarea a 11 280 de familii (40 850 de persoane). A fost fixat și timpul desfășurării operației denumite „Iug” („Sud”) – începutul de la 6 iulie 1949, ora 2:00, sfârșitul – la 7 iulie, ora 20:00. La 28 iunie 1949, Sovietul Miniștrilor al RSSM a adoptat o hotărâre asemănătoare, prin care se prevedea deportarea unui număr mai mare de familii – 11 342, inclusiv 268 din raionul Florești. Toți membrii familiilor urmau „să fie deportați pe viață în regiuni îndepărtate ale Uniunii RSS”. În hotărârea respectivă se stipula ca celor deportați li se permitea „să ia cu sine valori, bani, îmbrăcăminte, încălțăminte, veselă și alte obiecte casnice, inventar agricol, meșteșugăresc și casnic precum și o rezervă de produse alimentare în volum total de 1500 kilograme de fiecare familie.” În realitate, în noaptea de 5 spre 6 iulie 1949, au fost deportate „pe vecie” în cadrul Operațiunii „Iug” (Sudul) în jur de 36 000 persoane (9 864 bărbați, 14 300 femei și 11 889 copii). Deportarea s-a făcut în Siberia (Kurgan, Tiumeni, Irkutsk, Habarovsk) și în Kazahstan (Aktiubinsk, Jambul și Kazahstanul de Sud), fiind asigurată de 4, 5 mii milițieni, 13,8 mii de soldați și ofițeri sovietici, circa 30 de mii de activiști ai partidului comunist. Cu aceasta era „rezolvată” nu numai deschiaburirea, ci și deznaționalizarea (Stalin spusese la un moment dat că „problema țărănească este baza, chitesența problemei naționale”). Un al doilea val de deportări, la 1 aprilie 1951, a cuprins 2 617 persoane (723 familii), în cadrul operațiunii „Sever” („Nord”) destinată categoriei „sectelor ilegale antisovietice”. Deportarea s-a făcut în regiunea Kurgan din Siberia. Potrivit unui document publicat după moartea lui Stalin, la 1 iulie 1953, de I.A. Serov, ministrul adjunct de Interne al U.R.S.S., în evidența ministerului se mai aflau 46 616 persoane deportate din R.S.S.M. în „spețposelenia” („satele speciale”) din Rusia și Kazahstan. 10 386 se aflau acolo încă din 1941, iar 36 147 din 1949. Mulți din cei deportați muriseră între timp în condițiile transportului și detenției. Vasile Soare vorbește despre recrutarea și trimiterea la muncă silnică în alte regiuni ale U.R.S.S. (inclusiv în bazinul carbonifer Karaganda) între 28 august și 29 noiembrie 1940, a peste 56 000 persoane de origine română. În locul lor au fost aduși în Basarabia 13 000 ofițeri din Armata Roșie și NKVD, preum și câteva sute de învățători din Ucraina, Rusia, Bielorusia, care au început imediat procesul de sovietizare, prin predarea obligatorie a limbii ruse. Între 1948 și 1960 au fost recrutați și trimiși la muncă silnică pe șantierele sovietice cca. 196 000 de basarabeni.
Despre această tragedie a regimului comunist, prin care a trecut și comuna Vărvăreuca în anii 1940 și 1949-1951, ne arată documentele desecretizate parțial.
Din comuna Vărvăreuca au fost deportați 22 de persoane:
- 1.	Verejan Natalia Pentelei (n. 1919)
- 2.	Țibrigan Eugenia Pentelei (n. 1930)
- 3.	Bolgaru Eudochia Ion (n. 1930)
- 4.	Bodron Ștefan Ion (n. 1924)
- 5.	Amarfi Domnica Ion (n. 1917)
- 6.	Ceapa Niculai Ion (n. 1935)
- 7.	Ceapa Tudor Ion (n. 1936)
- 8.	Domnica Eudochia Vasile (n. 1909)
- 9.	Ivanes Simion Trofim (n. 1939)
- 10.	Potapova Teodora Afanasie (n. 1929)
- 11.	Chiosa Ion Tudor (n. 1923)
- 12.	Cazacu Ion Vasile (n. 1920)
- 13.	Vizitiu Vera Serghei (n. 1930)
- 14.	Ceapa Andrei Ion (n.1929)
- 15.	Bruma Simion Haralambie (n. 1935)
- 16.	Amarfii Semion Mihail (n. 1955)
- 17.	Pîslăraș Petru Vasile (n. 1938)
- 18.	Polițai Galina Trofim (n. 1930)
- 19.	Vizitiu Mihail Ion (n. 1951)
- 20.	Priscepa Ana Anton (n. 1932)
- 21.	Vizitiu Alexei Afanasie (n. 1932)
- 22.	Doina Vasile
- 23.   Bodron Alexandra
- 24.   Bodron Ion

Majorității deportaților nu li s-a permis întoarcerea acasă nici în timpul dezghețului din anii ’60, pentru că locuințele lor fusese ocupate de coloniștii sovietici. În Kazahstan și în Siberia, există și astăzi multe familii de basarabeni care (excepție, ultima generație) mai vorbesc limba română.

### Perioada recentă

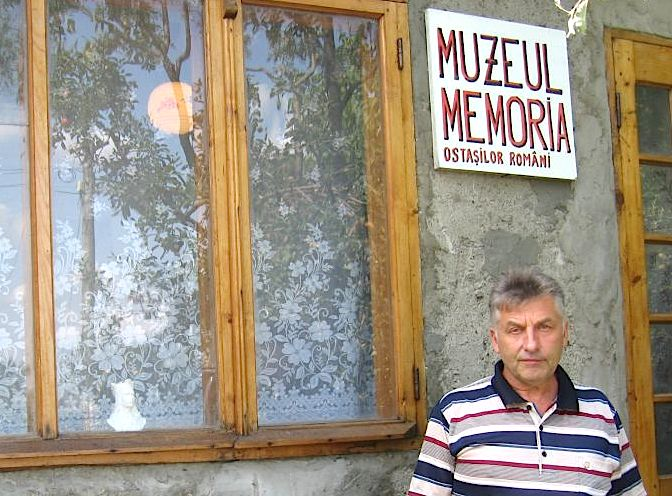
Muzeul ostașului român "Memoria"

Până în anul 1991, în satul Vărvăreuca se aflau asociație intercolhoznică, școală de 8 ani, club, bibliotecă, punct medical, creșă, magazine, oficiu poștal, cinematograf. De asemenea, Vărvăreuca era sediul colhozului „Pacea”. În 2001: gospodării – 1860, locuitori – 2960, proprietari de pământ – 447, cooperativa de producție „Vărvăreni” – 323 ha, SA „Cereale Flor”, gospodăria țărănească „Pavel Cibotaru” – 140 ha, SA „Fabrica de lactate Florești”, abator, școala medie „Mihai Eminescu”, cămin cultural, bibliotecă, oficiu poștal, oficiul medicului de familie, biserica „Minunile Sf. Arh. Mihail”, grădiniță de copii, teren de fotbal, 90 fântâni, centrală telefonică, monument consătenilor căzuți în războiul II mondial, baie. Vărvăreuca e satul natal al scriitorului Mihail Gh. Cibotaru, laureat al Premiului Național pentru literatură (1.10. 1986). Cod poștal MD-5040. În anul 2004, cu sprijinul lui Victor Țîbrigan și a locuitorilor din comună, în zona luptelor de pe înălțimea „Bortoasa” este amenajată „Fântâna Eroilor” și monumentul ostașilor români căzuți pe câmpul de luptă în vara anului 1941; iar la 25 octombrie 2008, Victor Țîbrigan a inaugurat Muzeul ostașului român „Memoria” situat pe adresa str. Mihai Eminescu nr. 56.

## Demografie

### Structura etnică
Structura etnică a satului conform recensământului populației din 2004:
| Grup etnic         | Populație | % Procentaj |
| ------------------ | --------- | ----------- |
| Moldoveni / Români | 2.942     | 96,91%      |
| Ucraineni          | 48        | 1,58%       |
| Ruși               | 32        | 1,05%       |
| Găgăuzi            | 6         | 0,2%        |
| Bulgari            | 2         | 0,07%       |
| Alții              | 6         | 0,2%        |
| Total              | 3.036     | 100%        |

## Personalități

### Născuți în Vărvăreuca
- Mihail Cibotaru (1934 – 2021), prozator și publicist;
- Irineu Tafunia (n. 1971), episcop al Bisericii Ortodoxe Ruse, din 2011 episcop de Orsk și Gai;
- Victor Ciobanu (n. 1992), luptător.